# Operación Foxley
La operación Foxley fue un plan para asesinar a Adolf Hitler en 1944, ideado por la Dirección de Operaciones Especiales del Reino Unido. A pesar de haber sido preparada minuciosamente, ésta no fue llevada a cabo. 
Algunos historiadores creen que la fecha idónea para haberse llevado a cabo, pudo ser entre el 13 o 14 de julio de 1944, durante una de las visitas de Hitler a Berghof.